# Bentong (district)

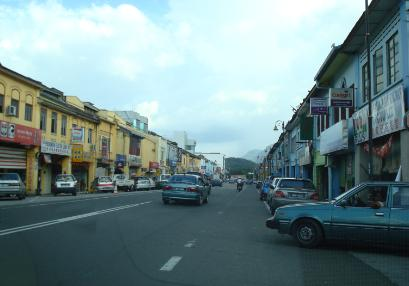
Bentong

Bentong is een district in de Maleisische deelstaat Pahang.
Het district telt 120.000 inwoners op een oppervlakte van 1800 km².